# Oneaga
Oneaga – wieś w Rumunii, w okręgu Botoszany, w gminie Cristești. W 2011 roku liczyła 1477 mieszkańców.